# Bryan Massey
Bryan Massey (nascido em 13 de junho de 1971) é um ator e autor norte-americano.

## Filmografia

### Anime
- Baccano! - Ladd Russo
- Bamboo Blade - Shinaider
- Blassreiter - Franz (Ep. 13)
- C - Control - The Money and Soul of Possibility - Itaneda (Financial District Taxi Driver)
- Asobi ni iku yo! - Kawasaki
- Casshern Sins - Green Ogre (Ep. 4)
- Corpse Princess - Detetive (Ep. 1)
- D.Gray-man - Jerry
- Darker than Black: Gemini of the Meteor - Lebanon
- Dragon Ball: Curse of the Blood Rubies - Oolong
- Dragon Ball Z Kai - Oolong
- Fairy Tail - Kain Hikaru
- Fullmetal Alchemist: Brotherhood - Isaac McDougal (Ep. 1)
- Gunslinger Girl -Il Teatrino- - Nino
- Initial D: Fourth Stage - Aikawa/Man in Evo V
- The Legend of the Legendary Heroes - Magic Knight Leader (Ep. 3)
- Linebarrels of Iron - Takuro Sawatari
- Michiko and Hatchin - Wen (Ep. 17)
- My Bride Is a Mermaid - Shark Fujishiro
- One Piece - Monkey D. Dragon, Kamonegi, Drake (Funimation dub)
- One Piece Film: Strong World - Scarlet
- Phantom ~Requiem for the Phantom - Wallace Taisa (Ep. 3)
- Rideback - Tenshiro Okakura
- Shangri-La - Takehiko
- Shiki - Isami Maeda (Ep. 13)
- Space Dandy - Dolph (Ep. 23)
- Toriko - Zonge

### Cinema e televisão
- Boggy Creek - Troy Dupree
- Carried Away - Steve Franklin
- Chase - Hank Lacy
- Dallywood - Bryan[2]
- Drive Angry[3]
- Fangoria Blood Drive - O motorista
- Ghostbreakers - Mass Attack
- In the Land of Fireworks - Tyler
- Mad Money - Detetive Brinkley
- Miami Magma - Police Chief Michaels
- Missionary Man - Delegado de polícia estadual
- Prison Break - Cop #2 (2ª temporada, Episódio 3)
- The Door - Bill Ryder
- The Familiar - Sam
- The X-Files - Nazi Soldier
- Universal Squadrons - Butcher
- W. - Skeeter
- Year One - Novo guarda

### Jogos eletrônicos
- Borderlands: The Pre-Sequel! - Wilhelm[4]
- Dragon Ball Z: Ultimate Tenkaichi - Voz de louco